# Trocherateina subpohliata
Trocherateina subpohliata là một loài bướm đêm trong họ Geometridae.